# Maryan Hary
Maryan Hary (Le Mans, 27 maggio 1980) è un ex ciclista su strada francese.

## Palmarès

### Strada
- 2002 (Vendée U/Bonjour, tre vittorie)

Classifica generale Tour des Pyrénées
1ª tappa Le Transalsace International (Uffholtz > Truchtersheim)
Parigi-Tours Espoirs
- 2003 (Brioches la Boulangère, una vittoria)

2ª tappa Tour de l'Ain (Bourg-en-Bresse > Ceyzériat)

#### Altri successi
- 2003 (Brioches la Boulangère)

Classifica scalatori Critérium des Espoirs
Classifica giovani Hessen-Rundfahrt
- 2007 (Cofidis)

Classifica traguardi volanti Tour du Limousin

## Piazzamenti

### Grandi Giri
- Tour de France

2003: 130º
2004: fuori tempo massimo (5ª tappa)
- Vuelta a España

2007: 139º
2008: non partito (5ª tappa)

### Classiche monumento
- Milano-Sanremo

2005: 140º
- Liegi-Bastogne-Liegi

2003: ritirato
2004: ritirato
2005: 104º
2009: ritirato
- Giro di Lombardia

2009: 105º

### Competizioni mondiali
- Campionati del mondo

Hamilton 2003 - In linea Elite: ritirato

### Competizioni europee
- Campionati europei

Bergamo 2002 - In linea Under-23: 26º